# Джонатан Клей
Джонатан Клей  (англ. Jonathan Clay, 26 червня 1963) — британський велогонщик, олімпійський медаліст, срібний призер Ігор Співдружності.

## Виступи на Олімпіадах
| Олімпіада   | Дисципліна                                 | Місце |
| ----------- | ------------------------------------------ | ----- |
| Сідней 2000 | Командна гонка переслідування, 4000 метрів | 3     |
| Сідней 2000 | Очкова гонка                               | 13    |